# Baćinská jezera

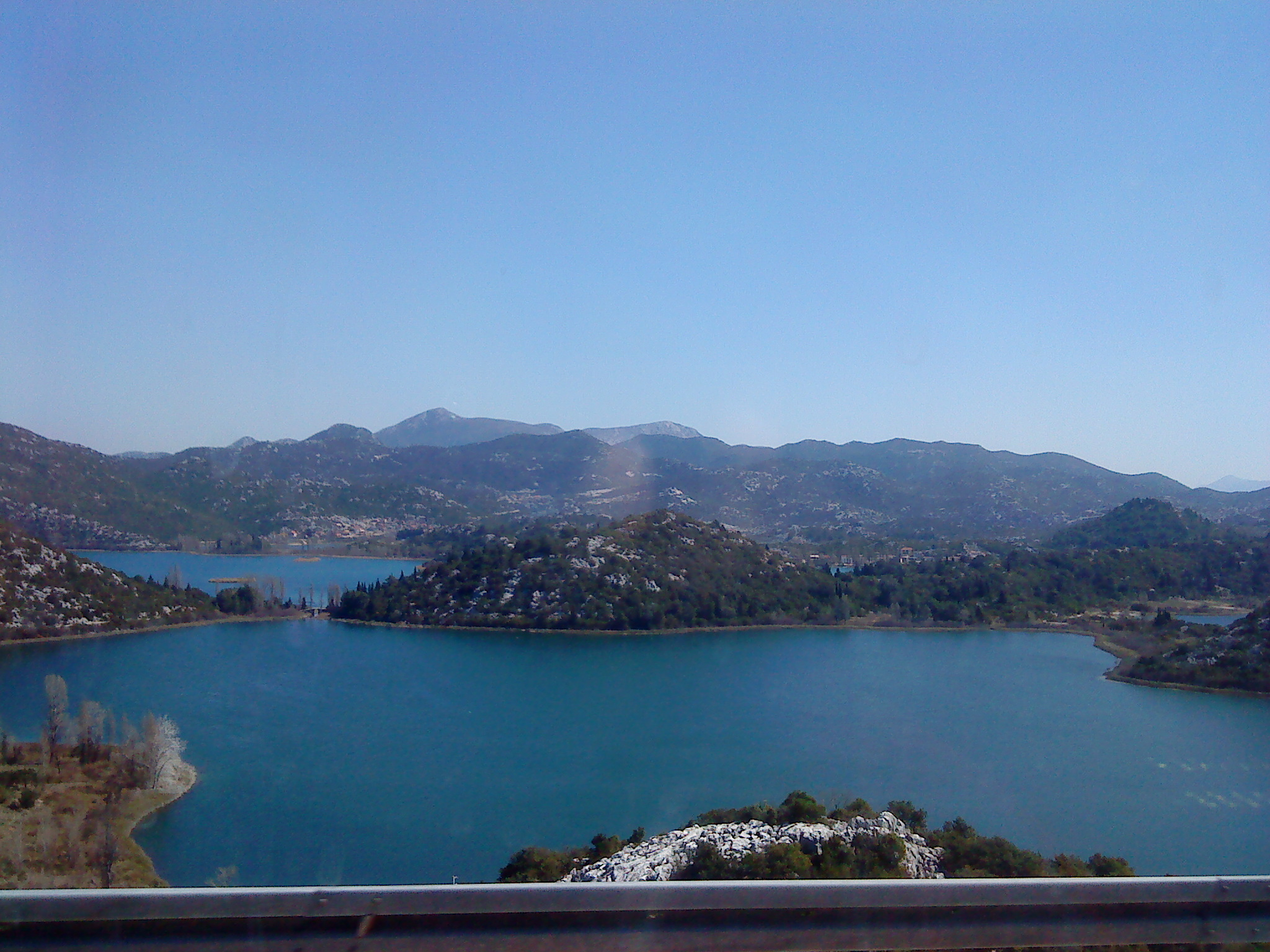
Pohled na jedno z jezer

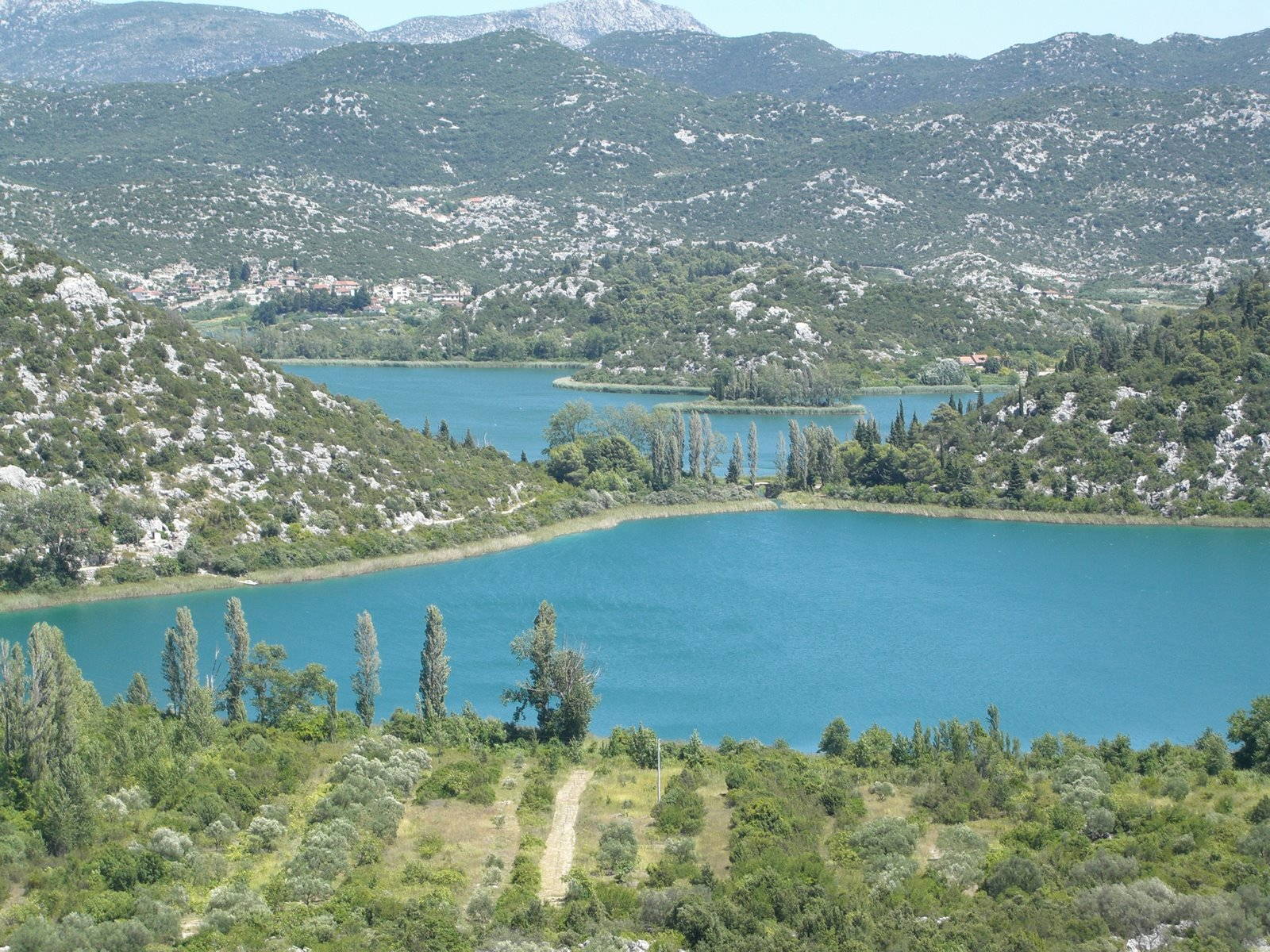
Břeh jezera

Baćinská jezera (chorvatsky Baćinska jezera) se nacházejí v Chorvatsku, severně od města Ploče, v blízkosti řeky Neretvy, na jejím pravém břehu, při ústí do Jaderského moře. Jsou výletním místem obyvatel města Ploče a turistickým cílem návštěvníků Chorvatska. Jezera byla pojmenována podle vesnice Baćina, která se u břehu jezer nachází.
Jezera jsou krasového původu, mají relativně malou plochu (138 hektarů), jsou nepravidelného tvaru. Tvoří je celkem šest vzájemně většinou spojených celků:
- Voćuša (největší jezero s rozlohou 0,554 km2 a délkou až 1265 m)[2]
- Trniševo
- Podgora
- Sladinac
- Vranjak
- Vitanj

Z hlediska rozlohy je jezero Voćuša největší. Nejhlubší je jezero Trniševo s hloubkou okolo 32 metrů. Vranjak je nejmenším jezerem a jako jediné není propojené s ostatními. Dno jezer se nachází pod úrovní blízkého jaderského moře. Zdroj vody, který do nich ústí, slouží rovněž i pro zásobování nedalekého města Ploče pitnou vodou. V jezerech se celkem nacházejí tři malé ostrovy a dva tunely. Jeden slouží pro případný odtok vody do moře tak, aby v případě silných dešťů nehrozily povodně, druhý slouží pro přívod čisté vody z hor. Výška hladiny jezer kolísá v rozmezí 1-2 metrů v závislosti na míře srážek v průběhu roku. Hladina jezera se nachází průměrně 80 cm nad hladinou moře.
Okolí jezer tvoří nízké vrcholky porostlé keři, z východní a jižní strany se na jejich březích nacházejí chaty a kempy.
Jezera vznikla po době ledové zatopením horských údolí.
Voda v jezerech je sladká až brakická; míchá se s mořskou vodou, která se drží níže u dna, zatímco sladká voda se nachází u hladiny. V jezeru žijí jak sladkovodní, tak i mořské ryby, celkem 24 druhů, z nichž devět je endemických. Průzračnost vody se zde pohybuje v hodnotě okolo pěti metrů. Kvalitu vody v minulosti ohrožovalo používání hnojiv na Vrgorském poli.